# Rosa Blasi
Rosa Blasi (Chicago, Illinois, 19 de diciembre de 1972) es una actriz estadounidense. Es conocida por sus roles de Luisa Delgado en Strong Medicine y Barb Thunderman en la serie de Nickelodeon, The Thundermans.
Hija de Rocco y Joyce Blasi. Tiene  dos hermanos: Michael y Rocky, y dos hermanas: Marina y Tasha.
Nominada al Premio ALMA a la mejor actriz para una serie televisiva.

## Filmografía
| Año       | Título          | Personaje       |
| --------- | --------------- | --------------- |
| 1996      | High Tide       |                 |
| 2004      | El grito        | María           |
| 2006      | Inseparable     |                 |
| 2006      | Strong Medicine | Luisa           |
| 2013-2018 | The Thundermans | Barb Thunderman |